# Freddie Findlay
Freddie Findlay (* 1983) ist ein britischer Schauspieler. 
In seiner ersten Filmrolle spielte er 1994 in A Feast at Midnight die Hauptrolle des 10-jährigen Schülers Magnus, 1996 spielte er in Rasputin den jungen Zarewitsch Alexei Nikolajewitsch. Für diese Rolle wurde er 1997 für den YoungStar Award für die beste schauspielerische Leistung eines Jungschauspielers nominiert.

## Filmografie
- 1994: Verschwörung der Leckermäuler (A Feast at Midnight), mit Christopher Lee, Edward Fox
- 1996: Rasputin (TV), mit Alan Rickman, Greta Scacchi
- 1997: Ruth Rendell Mysteries: Thornapple (TV)
- 2001: Casualty: Playing with Fire (TV)